# Srdcová sedma (film)
Srdcová sedma, anglicky Sliding Doors, je britsko-americký psychologicko-romantický film z roku 1998 režiséra a scenáristy Petera Howitta s Gwyneth Paltrow v hlavní roli. Jde o fiktivní dvojpříběh, který je zajímavě řešeným zamyšlením na tím, co všechno může lidský život pozměnit během velmi krátkého časového okamžiku, jaká náhoda napomůže změnit zcela jeho směr i jeho další průběh. V tomto konkrétním případě dojde k rozdvojení životního děje hlavní hrdinky tím, že Helen stihne nastoupit do konkrétní soupravy londýnského metra, což je jedna možná alternativa jejího životního příběhu, v opačném případě do konkrétní soupravy metra nestihne nastoupit a snímek pokračuje jinou možnou variantou jejího lidského příběhu. Obě možné varianty se v celém snímku vzájemně paralelně střídají s tím, že v jedné variantě Helene na konci filmu tragicky zahyne pod koly automobilu, ve druhé variantě filmu skončí snímek i přes vážný úraz na schodech a ztrátu nenarozeného dítěte celkem otevřeným a vcelku dost optimistickým happyendem.

## Děj
(Obě dějové linie se vzájemně prolínají a probíhají jakoby paralelně)

### Úvodní část
Helen (Gwyneth Paltrow) spěchá do práce v PR agentuře, cestou ve výtahu ji upadne náušnice na podlahu, vedle ní stojící muž (John Hannah) se pro ni shýbne a podá jí zpět. Přichází pozdě na poradu, kde jí ovšem šéfové sdělí, že byla na hodinu propuštěna z práce kvůli tomu, že si v pátek bez jejich vědomí vypůjčila několik lahví alkoholu původně určených pro firemní prezentace. Odchází zklamaná pryč, posléze vchází do londýnského metra.

### První verze
Na schodech do metra potká maminku s malou holčičkou, maminka však holčičku na poslední chvíli odstraní spěchající Helen z cesty a ona tak na poslední chvíli stihne poslední soupravu metra. Zde se během jízdy seznámí s mužem Jamesem, který jí pomáhal ve výtahu s náušnicí. Doma však načapá svého partnera Gerryho (John Lynch) s cizí ženou Lydií (Jeanne Tripplehorn) v posteli "in flagranti". Po krátké hádce od Garryho definitivně a navždy odchází pryč bydlet ke kamarádce. Po nějaké době se začne s Jamesem (John Hannah) scházet a zamiluje se do něj. Změní také svoje image, nechá si ostříhat vlasy, nabarví si je na blond, nakonec si vezme úvěr a na podkladě Jamesovy rady si založí svoji vlastní PR agenturu. Vztah s Jamesem se ale postupně zkomplikuje, Garry se jí sice marně snaží získat zpět, nicméně Helen zjistí, že s Jamesem také čeká dítě a James se jí začne vyhýbat. Nakonec také zjistí, že jí James lhal a že má svou manželku. Helen prožívá velmi intenzivní krizi, odchází na most vedoucí přes Temži, který stavěl její děd. Zde jí James v prudkém dešti nalezne a dohoní a všechno ji po pravdě vysvětlí. Z radosti nedává pozor a přehlédne projíždějící automobil, který ji srazí na vozovku. V nemocnici pak svým zraněním podlehne a zemře.

### Druhá verze
Na schodech do metra jí malounko zdrží maminka s malou holčičkou (která jí neuhne z cesty) a metro jí před nosem ujede, rozhlas v metru hlásí, že další souprava metra má kvůli technickým obtížím velké zpoždění. Helen tedy vychází ven a mává na londýnské taxi. Zde ji znenadání přepadne zloděj a snaží se jí ukrást kabelku, což se mu nakonec povede, Helen je lehce poraněna, autem odjíždí k ošetření k lékaři. Domů přijde opožděně takže se jen těsně mine s Garryho (John Lynch) milenkou Lydií (Jeanne Tripplehorn) a Geerymu se podaří všechny stopy po jejich předchozím milování nakonec s obtížemi přece jen odstranit, ona tak i přes určité malé podezření zůstává bydlet s Garrym. Nechá se zaměstnat jako servírka. Gerry ji však dál podvádí s Lydií a všelijak to maskuje. Přichází s Garrym do jiného stavu. Nakonec se ale všechno provalí a Helen se velice rozzlobí, při honičce na schodech upadne a těžce se poraní, o dítě sice přijde ale nezemře. Ještě v nemocnici se s Garrym definitivně rozejde, v nemocničním výtahu ji upadne náušnice na podlahu, vedle ní stojící muž (John Hannah) se pro ni shýbne a podá jí zpět a podívají se na sebe...

## Hrají
| Gwyneth Paltrow     | Helen           |
| John Hannah         | James           |
| John Lynch          | Gerry           |
| Jeanne Tripplehorn  | Lydia           |
| Zara Turner         | Anna            |
| Douglas McFerran    | Russell         |
| Paul Brightwell     | Clive           |
| Nina Young          | Claudia         |
| Virginia McKennaová | Jamesova matka  |
| Kevin McNally       | Paul            |
| Terry English       | taxikář         |
| Paul Stacey         | muž v metru     |
| Peter Howitt        | drzoun          |
| Joanna Roth         | podezřelá dívka |

## Ocenění
Scenárista a autor námětu Peter Howitt získal za scénář k tomuto filmu Evropskou filmovou cenu.